# 琉球咸水剑水蚤
琉球咸水剑水蚤（学名：Halicyclops ryukyuensis）为剑水蚤科咸水剑水蚤属的动物。分布于日本以及中国大陆的广东等地，属于海洋沿岸带的普通种类。其多生活于低盐度的咸淡水中。